# 第二次中東戦争
第二次中東戦争（だいにじちゅうとうせんそう、ヘブライ語: מלחמת סיני、アラビア語: العدوان الثلاثي）は1956年10月29日から同年11月6日にかけての戦争であり、イスラエル、イギリス、フランスとエジプトとの間で勃発した。またその経緯から「スエズ戦争」や「スエズ動乱」などとも呼ばれる。
当時のガマール・アブドゥル＝ナーセル（ナセル）率いるエジプトは、1956年6月の駐留イギリス軍完全撤退に続きスエズ運河の国有化を宣言した。それに対してイギリスとフランスはかねてエジプトと対立していたイスラエルとセーブル協定と呼ばれる密約を結び、エジプト攻撃への共同参戦を計画した。そして同年10月29日、イスラエル国防軍がエジプトに侵攻。シナイ半島を占領した。次いで10月31日に「国際運河の安全保護」を口実とした英仏軍も侵攻を開始し、スエズ運河地帯を占領して同国への空爆も開始した。だが、エジプト軍民の強烈な抵抗と国際世論の激しい非難に直面し占領は失敗。国際連合も即時停戦を決議し、英仏軍は同年12月までに、イスラエル軍は翌年3月までに撤退する事となった。

## 背景

### スエズ運河
スエズ運河はフランスおよびエジプト政府による資金援助で1869年に開通した。しかし、この建設費負担の為にエジプトは財政破綻し、エジプト政府保有株はイギリスに譲渡された。エジプトはイギリスの財政管理下におかれ、後に保護国となった。運河はイギリスにとってインド、北アフリカおよび中東全体への戦略上重要な地点であり、その重要性は2つの世界大戦によって証明された。第一次世界大戦時、運河は英仏によって同盟国側の船舶通航が禁止された。第二次世界大戦時は北アフリカ戦役において粘り強く防衛され、連合国軍のレンドリースを含めた物資輸送や兵力の輸送に利用され、戦局に貢献を与えた。

### エジプト革命
1952年に軍事クーデターで政権を掌握した自由将校団は、ムハンマド・ナギーブ将軍を大統領に擁立すると、翌年に国王フアード2世を退位させ共和制へと移行させた。また、スエズ運河地帯に駐留していたイギリス軍を撤退させる協定を結ばせる一方で、冷戦構造において米ソ二大国のどちらにも関わらない非同盟主義にたつなどアラブ世界の糾合に努めた。しかし、アメリカがイスラエルへの配慮からエジプトへの武器供与に消極的だったこともあり、1955年9月27日に東側諸国のチェコスロバキアと兵器協定を締結して新式の兵器を購入すると（エジプト＝チェコスロバキア武器取引）、中東における軍備供給の独占を崩された西側諸国との代理戦争の様相を呈し、フランスは対抗措置として最新の戦闘機をイスラエルに売却し、アメリカやイギリスなどからアスワン・ハイ・ダム建設資金の世界銀行の融資を撤回されるという報復を受けた。こうした中、1956年に大統領に就任したガマール・アブドゥル＝ナセルは、7月26日にスエズ運河の国有化を行なった。

### 戦争計画
このナセルのやり方に憤慨したイギリスのアンソニー・イーデン首相は運河の国際管理を回復するために数ヶ月間に渡りエジプトとの交渉を続けたが、結実は成せず、フランスと協力してエジプトへの軍事行動を構想し始めた。
また、フランスは当時アルジェリア戦争においてエジプトがアルジェリア民族解放戦線に対する各種援助を提供する実質上の庇護者であると誤解し、ナセル政権を打倒することこそがアルジェリアにおける紛争終結に結びつくと考えた。
7月から8月にかけてパリとロンドンを訪問したイスラエルのシモン・ペレス国防相はイギリスとフランスがエジプトへの軍事行動を本格的に考えていることを知り、9月半ばに再びパリへ赴き、戦争に備えるための武器の調達に奔走した。フランスはイスラエルへの武器提供を積極的に支援し、ペレスはフランスのイスラエル支持の姿勢を確かめることになった。
英仏両国政府はエジプトに侵攻してスエズ運河地帯の確保を画策したが、第二次世界大戦以後、かつてのような侵略目的の戦争は非難を浴びる社会となっていたことから、英仏が目をつけたのが第一次中東戦争でエジプトと敵対していたイスラエルであった（エジプト革命の際にイスラエルはエジプトを攻撃しており、これに激怒したナセルは、イスラエルのインド洋への出口であるアカバ湾と紅海をつなぐチラン海峡を軍艦をもって封鎖していた。これによってイスラエルは経済に打撃を受けていた）。スエズ運河の利権を確保するために軍事行動の口実を探していた英仏と、チラン海峡における自国船舶の自由航行権を確実なものとするためにエジプト軍をシナイ半島から追い払いたいイスラエルは利害が一致した。
ナセル政権打倒で一致していた三国による共同軍事行動をまとめたのは、フランスであった。
10月フランスは、自国の軍用機を派遣してイスラエル側の代表をフランスまで招いた。三国の代表は10月22日 - 24日にかけてパリ郊外のセーブルで秘密会談を行った。イギリスからは外相ロイド、フランスから首相モレ、外相ピケ、イスラエルから首相ベングリオン、外相ペレス、軍参謀総長ダヤンが参加した。三国共同軍事作戦は以下のように遂行されることに決定された。『英仏の海軍艦隊が地中海のエジプト沿岸で待機しイスラエルによる侵攻を待つ。10月29日19時（イスラエル時間）イスラエルがシナイ半島へ侵攻したところで、英仏政府が兵力引き離しのためにイスラエル・エジプト両国に軍をシナイ半島から撤退するように通告する。侵攻されたエジプトは通告を拒否するので、通告から12時間経過した時点でスエズ運河の安全航行確保を名目に英仏軍が介入し、エジプト軍をスエズ運河以西へ駆逐する。スエズ運河地帯を兵力引き離しのための緩衝地帯に設定して平和維持を名目に英仏軍が運河地帯に駐留し、イスラエルはシナイ半島を占領する。』。
このため、イスラエルはフランスから多くの軍事援助を受け取っている。AMX-13戦車250両を獲得したほか、援助の75mm対戦車砲を搭載したM50スーパーシャーマン50両も整備された。

## 戦争の推移

### イスラエルの侵攻

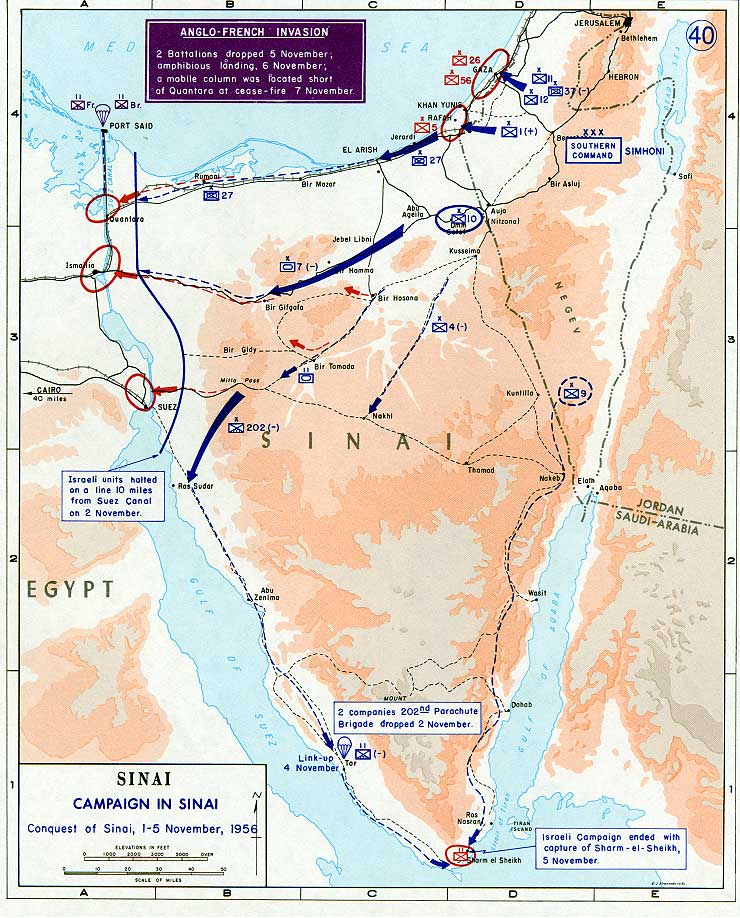
イスラエル軍の侵攻ルート

1956年10月29日午後5時（当初の予定より2時間繰上）、イスラエル国防軍ラファエル・エイタン中佐指揮の落下傘部隊395人が国境を越えて、シナイ半島のスエズ運河から72kmの地点のミトラ峠に降下し、侵攻を開始した（シナイ作戦）。
イスラエル陸軍は、10個旅団の兵力で3箇所からシナイ半島に侵攻し、アリエル・シャロン大佐の落下傘部隊・第202空挺旅団もイスラエル国境から砂漠を横断する補給路の確保のため陸路シナイに入っている。エジプト軍は、シナイ半島東部やガザ地区に、歩兵2個師団・機甲1個旅団などを配置していたが、各所で撃破されている。
第一次中東戦争のときとは違い、英仏の兵器で重武装したイスラエル軍に対してエジプト軍は防戦一方となり、撤退を繰り返した。
10月30日午後、ロンドンでイギリス政府により、スエズ運河から少なくとも10マイル（16km）内陸に入った地点まで兵力を撤収するよう最終通告がイスラエル、エジプト両国代表に手渡された。この時点でエジプトは運河を完全に占拠しており、イスラエル軍はそこから約50kmの地点にいたため、この通告は事実上エジプトに対する運河からの退去命令であり、英仏の目論見によるものであった。
ナセルは苦しい立場におかれたが、結局通告を拒否して徹底抗戦の意思を表し、エジプト軍は、スエズ運河を物理的に通航不能にさせる実力行使に出た。すなわち、艦船を運河に沈めてバリケードを築いたのである。
10月31日の早朝、エジプト海軍のフリゲート艦イブラヒム・アル・アウワル（旧英海軍ハント級駆逐艦）からの砲撃がハイファに向けて行われたが、フランス海軍の駆逐艦クレセントの迎撃や、イスラエルのウーラガン戦闘機2機、駆逐艦エイラートとヤッフォの攻撃により、イブラヒム・アル・アウワルは被弾、発電機等が破壊された。そのため、イブラヒム・アル・アウワルは降伏し、ハイファ港に曳航された。同日には英仏軍によるエジプト領内への爆撃も開始されている。
通告の回答を保留したイスラエル軍は単独でエジプト軍との地上戦を続けた。シャロンはエジプト側の防御の硬いミトラ峠を攻略しないよう参謀総長モーシェ・ダヤンに命じられていたが、「偵察隊」と称してモルデハイ・グル少佐の指揮する部隊（一個大隊相当、更に一個大隊を増援）を送り込み、この部隊はエジプトの待ち伏せに遭うことになった。38人の死者を出したものの峠は攻略され、エジプト側の死者は200人を超えた。この作戦に関してダヤンとシャロンは激しく批判され、2人の確執を生むこととなった。
11月2日までに、イスラエルは途中ソ連製戦車T-34など戦利品を獲得しながらスエズ運河の東15kmの地点までたどり着いた。同じく11月2日に10,000人以上のエジプト軍人が駐屯するガザ地区にも攻撃を加えた、同日中に国連の調停によりガザ地区のエジプト軍政官が降伏した。
11月1日からは空母イーグル（英海軍オーディシャス級）、アルビオン、ブルワーク（2隻とも英海軍セントー級）、アローマンシュ（仏に売却された旧英海軍コロッサス級）、ラファイエット（旧米海軍インディペンデンス級）と戦艦ジャン・バール（仏海軍リシュリュー級）からなる英仏機動部隊がエジプト領内への空襲を開始し制空権を確保した。
英仏軍は11月5日、シナイ半島への侵攻を命じた。さらにイギリス軍は落下傘部隊を以て、スエズ運河西岸ポートサイドのエジプト軍を急襲した。6日からは戦艦や巡洋艦の艦砲射撃の援護のもと上陸作戦を開始した。

### 停戦と撤退
三国による侵略は、国際社会から強い非難を浴びた。
　アメリカは、植民地主義的侵略に同意しなかった。7月末の危機発生以降、終始軍事行動に同意を表明せず、外交的解決を図った。侵略を行った三国には経済的圧力をかけ、また国連での即時停戦に関する決議を主導した。
　10月31日国連では、拒否権行使が無効である手続事項に関する国際連合安全保障理事会決議119が採択された。この決議ににより、平和のための結集決議に基づく特別緊急総会が招集された。この総会では英・仏・イスラエルに対し即時停戦撤退を求める総会決議997が11月2日に採択された。この国連総会決議を無視する形で、イスラエル軍はシナイ半島での攻撃を継続し、11月5日英仏軍はポートサイド等にパラシュート部隊を投下した。翌6日には英仏軍はポートサイドに上陸した。
　ソ連は、エジプト支援よりもハンガリー民主化への弾圧を優先させた。11月4日からソ連軍はブダペストでの民主運動鎮圧を開始し、アメリカを始め西側諸国から厳しい批判を受けた。鎮圧後11月5日に英仏イスラエルに「核兵器による威嚇」を発した。
　アメリカ・国連・ソ連により圧力を受け、エジプト、イスラエルが停戦に応じ、上陸当日の11月6日に英仏は停戦受諾に追い込まれた。11月7日午前2時（カイロ時間）停戦が発効した。
　イスラエル軍の撤退後、休戦ラインのエジプト側にはPKOとして第一次国際連合緊急軍（UNEF）が展開された。これは当時のカナダのレスター・B・ピアソン外相の提案であり、ピアソンは翌年にノーベル平和賞を受賞した。

### 戦後

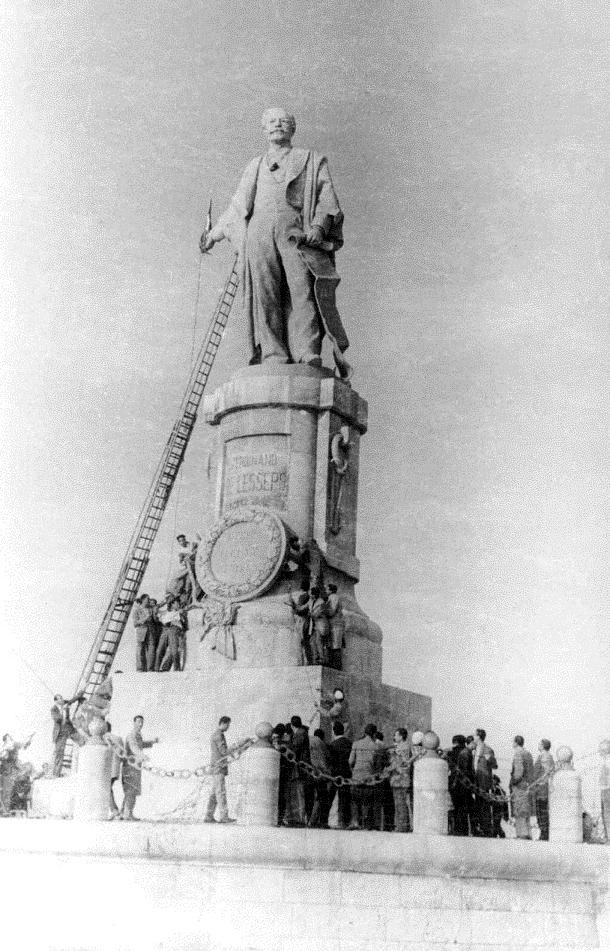
スエズ運河を建設したフェルディナン・ド・レセップスの銅像。1899年にポートサイド港に建てられたが、停戦後の12月22日に爆破・撤去された。

結局英仏はスエズ運河を失い、イギリスのアンソニー・イーデン首相は敗戦の責任をとらされる形で辞職した。アメリカはナセルをこれ以上追い詰めて、ソ連が介入してくることを恐れたが、一方で英仏軍の撤退によってアメリカが欧州に対して圧倒的優位であることを世界に誇示できた。
イスラエルは率先して戦いを仕掛けたとして国際社会、主にアメリカから非難された。ジョン・フォスター・ダレス国務長官は経済制裁を示唆し、イスラエルは上級特使としてハイム・ヘルツォーグとゴルダ・メイアをアメリカに派遣した。首相兼国防相のベン＝グリオンは右派政党の批判を抑えながら撤退を完了した。
　11月24日侵略を行った三国に「即時無条件撤退」を求める国連総会決議が採択された。英仏はこれを受け入れ、12月21日無条件撤退を完了した。イスラエルは撤退と交換にチラン海峡の自由航行の確保等を目論み、無条件撤退に応じなかった。このようなイスラエルの非妥協的な姿勢は国際社会から激しく批判された。国連やアメリカとの厳しい交渉の末、チラン海峡の自由航行を事実上確保したイスラエルが、シナイ半島からの撤退を完了したのは1957年3月7日であった。
エジプトは国有化宣言を実行できた上に、イスラエルと英仏に対して正面から戦ったことでアラブから喝采を浴び、中東での発言力を確固たるものとした。ナセルは翌1957年1月に国内の英仏銀行の国有化を宣言し、エジプト国内の欧州勢力を一掃して4月にはスエズ運河の通航を再開した。
他方で、英仏は惨憺たる結果で、イギリスは戦費として5億ポンド近く出費したが戦果は得られず、それどころかポンドが大幅に値下がりし、一時スターリング圏が崩壊寸前まで至った。それが原因でアメリカに対して経済的立場が弱くなり、以降は追従せざるを得なくなった。フランスもこの戦争で得たものはなかったが、米ソ以外の新しい勢力として、ド・ゴール主義を根幹とする新しい外交政策を創り出した。

### 輸送力の不足
スエズ運河が封鎖を受けたことで西側諸国の船舶には不足が生じた。これを補うためアメリカの国防予備船隊から、223隻の貨物船と29隻のタンカーが現役復帰し民需輸送に従事した。

## 戦闘序列

### フランス軍

#### フランス海軍
- 戦艦:ジャン・バール
- 航空母艦:アローマンシュ/F4U-7コルセア艦上戦闘機×16機、TBM-3Wアベンジャー艦上早期警戒機×8機
- 航空母艦:ラファイエット/F4U-7コルセア艦上戦闘機×20機、TBM-3Wアベンジャー艦上早期警戒機×25機
- 巡洋艦・フリゲート・駆逐艦
- 潜水艦：クレオール

#### フランス陸軍
- 第10降下猟兵師団（10e DP）
- 第2植民地歩兵連隊（2e RPC）
- 第11パラシュート連隊
- 第1外人落下傘連隊（1er REP）
- コマンドー・ジョーバート
- コマンドドモンフォール
- コマンドーデペンフェンテニョ
- コマンドーヒューバート
- 第2外国騎兵連隊2個戦車隊(AMX-13軽戦車装備)
- 2個戦車連隊(M47パットン戦車装備)

あるサッパー会社。